# مانینا، دختر بیکینی‌پوش
مانینا، دختر بیکینی‌پوش (انگلیسی: Manina, the Girl in the Bikini) یک فیلم فرانسوی به کارگردانی ویلی روزیه و در ژانر درام و رمانتیک است که در سال ۱۹۵۲ منتشر شد. از بازیگران آن می‌توان به بریژیت باردو، هوارد ورنون و آنری جانیک اشاره کرد. این فیلم از اولین فیلم‌های باردو بود و لباس بدن نمای او که در آن زمان ۱۷ سال داشت جنجال‌هایی در فرانسه، بریتانیا و آمریکا را در پی داشت.